# صادق‌لی (آغ‌استفا)
صادق‌لی (به لاتین: Sadıqlı) یک منطقه مسکونی در جمهوری آذربایجان است که در شهرستان آغ‌استفا واقع شده‌است. صادق‌لی ۲۸۴۹ نفر جمعیت دارد.